# 折田悦郎
折田 悦郎（おりた えつろう、1954年5月- ）は、日本の歴史学者。九州大学名誉教授。専門は、日本近代大学史・アーカイヴズ学。

## 来歴
鹿児島県南九州市出身。
1973年、鹿児島県立加世田高等学校卒業。1978年、九州大学文学部史学科卒業。1985年、九州大学大学院文学研究科史学専攻単位取得退学。同年から九州大学75年史編集室助手、『九州大学七十五年』編集の実務を担当。
1994年、九州大学大学史料室専任講師。2001年、九州大学大学史料室助教授。2005年、九州大学大学院人文科学研究院・大学文書館教授。
以後、大学アーカイヴズの活動を行うと同時に、2011年からは九州大学大学院統合新領域学府ライブラリーサイエンス専攻での教育にも従事している。
2020年、九州大学名誉教授。 九州大学退職後は、南九州市川辺町神殿に帰郷。

## 著書
- 『九州大学七十五年史』全５巻（共編著） 九州大学出版会、1986-1992年
- 『福岡県の歴史』（共著） 山川出版社、1997年
- 『九州大学百年史写真集 1911-2011』（共編著） 九州大学、2011年
- 『九州大学百年史』第１巻、第７巻（電子版）（共編著） 九州大学、2017年
- 『あの日 あの時 この時代―ファントム墜落五十周年・さよなら九州大学箱崎キャンパス』（共編著） 花書院、2018年
- 『都市と大学のデザイン―伊都キャンパスを科学する―』（共著） 花書院、2019年